# Trisector
Albums de Van der Graaf Generator
Real Time
(2007) A Grounding in Numbers
(2011)
Trisector est le dixième album studio du groupe de rock progressif britannique Van der Graaf Generator, sorti en 2008. Le groupe y est réduit à un trio après le départ du saxophoniste David Jackson.

## Titres
Toutes les chansons sont de Peter Hammill, Guy Evans et Hugh Banton, sauf indication contraire.
1. The Hurlyburly - 4:38
2. Interference Patterns - 3:52
3. The Final Reel - 5:49
4. Lifetime (Hammill) - 4:47
5. Drop Dead - 4:53
6. Only in a Whisper - 6:44
7. All That Before - 6:29
8. Over the Hill - 12:29
9. (We Are) Not Here - 4:04

## Musiciens
- Peter Hammill : chant, guitare, piano
- Hugh Banton : orgue, basse
- Guy Evans : batterie, percussions